# ずっと。 (ハジ→の曲)
「ずっと。」は、日本のシンガーソングライター・ハジ→のインディーズ2作目のシングル。

## 内容
- 前作「春色。/証。」から約1年ぶりのシングル。

## 収録曲
1. ずっと。
作詞・作曲：ハジ→
編曲：小高光太郎
ミュージック・ビデオではインディーズデビュー以降、イラストによるカバーアートのみで素顔を公開していなかったハジ→が初めて素顔を公開している。これについてハジ→は「自分自身の、声、表情でしっかりとメッセージを伝えたいと思った」と語っている[1]。
2. 瞬く間。
作詞・作曲：ハジ→
編曲：小松一也
読売ジャイアンツの亀井善行が2013年より登場曲として使用していた。
3. 僕の中のボクたち。 (旅立ちRemix)
作詞・作曲：ハジ→
編曲：小高光太郎
インディーズ2ndミニアルバムの収録曲のリミックスバージョン。
4. ずっと。 (Instrumental)
作曲：ハジ→
編曲：小高光太郎

## 参加ミュージシャン
- ハジ→：Vocal (#1,2,3)

Additional Musician
- 浅田靖：Guitar (#1,4)

## タイアップ
- 日本テレビ系列バラエティ番組『フットンダ』2011年4月度エンディングテーマ (#1)

## 収録アルバム
- ハジバム3。 (#1,2)
- めっちゃ☆ハジバム。+1 (#1,2)
- ハジベスト。 (#1)